# Yon González
Yon González Luna, noto come Yon González (Bergara, 20 maggio 1986), è un attore spagnolo, noto per aver interpretato il ruolo di Iván Noiret León nella serie televisiva spagnola El internado, per quello di Julio Olmedo nella serie Grand Hotel - Intrighi e passioni (Gran Hotel) e per quello di Francisco Gómez nella prima produzione spagnola di Netflix Le ragazze del centralino (Las chicas del cable).

## Biografia
Yon González mentre stava ancora studiando al liceo nella città di Mondragón, decise di trasferirsi a Madrid per lavorare nel mondo dello spettacolo. Il suo debutto come attore è avvenuto nel 2006 nella serie quotidiana SMS, sin miedo a soñar, dove ha recitato con attori come Amaia Salamanca, Aroa Gimeno, María Castro e Mario Casas.
Dopo la fine della serie si è unito al cast della serie El internado per interpretare il personaggio di Iván Noiret durante le sette stagioni della serie. Il suo ruolo lo ha portato ad essere nominato al Festival della televisione di Monte Carlo nella sua quarantanovesima edizione nella categoria miglior attore drammatico e ad essere premiato dall'Asociación de Cronistas de Espectáculos di New York come miglior attore esordiente. Nel 2009 ha debuttato sul grande schermo partecipando ai film Grosse bugie (Mentiras y gordas), dove ha recitato insieme Ana de Armas la quale aveva già condiviso il set nella serie El internado.
Nel 2011 ha ripreso la sua carriera televisiva, come Manuel Hernández nella serie Gran Reserva, dove ha condiviso il set con suo fratello Aitor Luna. Dallo stesso anno ha interpretato il ruolo di Julio Olmedo nella serie Grand Hotel - Intrighi e passioni (Gran Hotel), serie durata tre stagioni fino a concludersi nel primo trimestre del 2013.
Nel 2015 ha presentato in anteprima Il sospetto (Bajo sospecha), serie di Antena 3 in cui interpretava il ruolo di un agente di polizia infiltrato al fianco di Blanca Romero, e che è rimasta in onda per due stagioni. Ha inoltre realizzato due film: la commedia Perdiendo el norte con Blanca Suárez; e Matar el tiempo, un film di suspense con il fratello Aitor Luna.
Nel 2016 dopo aver terminato Il sospetto (Bajo sospecha), si diceva che avrebbe interpretato Arnau Estanyol, il personaggio principale della nuova serie Antena 3 La cattedrale del mare (La Catedral del Mar), ma poco dopo è stato confermato che sarebbe stato suo fratello Aitor Luna a interpreta il personaggio. Nel mese di agosto dello stesso anno è stato confermato che stava firmando per una nuova serie di Bambú Producciones per essere il protagonista della serie Le ragazze del centralino (Las chicas del cable), dove ha recitato insieme ad attori come Ana Fernández, Maggie Civantos, Ana Polvorosa e Blanca Suárez. La serie è stata la prima serie originale spagnola di Netflix ed è rimasto sul set per cinque stagioni, l'ultima composta da due parti, che si è conclusa a luglio 2020 e con González come protagonista maschile principale di Francisco Gómez.
Nel febbraio 2021, ha ripreso il ruolo di Iván Noiret per il sequel della serie El internado intitolato El internado: Las Cumbres come cameo in un episodio. Nello stesso anno ha interpretato il ruolo di Félix nel film Érase una vez Euskadi diretto da Manu Gómez. Nel 2022 ricopre il ruolo del protagonista Hugo Llor nella serie di Netflix Gli eredi della terra (Los herederos de la tierra), sequel della serie del 2018 La cattedrale del mare.

## Vita privata
Yon González Luna vive a Madrid. Ha un fratello, Aitor, che è anch'egli un attore, noto per il suo ruolo nel film Los hombres de Paco. González, che indica Juan Diego, Jordi Mollà e Luis Tosar come suoi modelli di recitazione, parla fluentemente lo spagnolo e il basco e sta lavorando per migliorare il suo inglese. Nel 2011 è stato collocato al 6º posto nella lista degli attori spagnoli più sexy stilata da 20 minutos.

## Filmografia

### Cinema
- Grosse bugie (Mentiras y gordas), regia di Alfonso Albacete e David Menkes (2009)
- Rabia, regia di Sebastián Cordero (2009)
- Il commissario Torrente - Il braccio idiota della legge (Torrente 4), regia di Santiago Segura (2011)
- Transgression, regia di Enric Alberich (2011)
- Il club degli incompresi (El club de los incomprendidos), regia di Carlos Sedes (2014)
- Sognando il nord (Peridendo el norte), regia di Nacho G. Velilla (2015)
- Matar el tiempo, regia di Antonio Hernández (2015)
- Hil-Kanpaiak, regia di Imanol Rayo (2020)
- Érase una vez Euskadi, regia di Manu Gómez (2021)

### Televisione
- SMS, sin miedo a soñar – serie TV, 187 episodi (2006-2007)
- El internado – serie TV, 71 episodi (2007-2010)
- Sofía, regia di Antonio Hernández – miniserie TV (2011)
- Gran Reserva – serie TV, 13 episodi (2011)
- Los Quién – serie TV, 1 episodio (2011)
- Grand Hotel - Intrighi e passioni (Gran Hotel) – serie TV, 39 episodi (2011-2013)
- Il sospetto (Bajo sospecha) – serie TV, 18 episodi (2014-2016)
- Le ragazze del centralino (Las chicas del cable) – serie TV, 42 episodi (2017-2020)
- El internado: Las Cumbres – serie TV, 1 episodio (2021)
- Gli eredi della terra (Los herederos de la tierra) – serie TV, 8 episodi (2022)
- Memento Mori - serie TV, 6 episodi (2023)

### Cortometraggi
- Amores imposibles I (2007)
- El forjador de historias, regia di José Gómez Gallego (2008)
- Muñecos de látex, regia di Samuel Gutiérrez (2009)
- Identidad (2010)

## Teatro
- Antígona (2017) – Corifeo

## Testimonial
- New Balancees (2017)
- Royal bliss (dal 2018)
- Coca Cola (2018)
- Bulldoggin (2019)
- Calzedonia (dal 2019)
- Boggi Milano (dal 2019)
- Dolce & Gabbana (dal 2020)

## Doppiatori italiani
Nelle versioni in italiano dei suoi film e delle sue serie TV, Yon González è stato doppiato da:
- Edoardo Stoppacciaro ne Il sospetto[19], in Grand Hotel - Intrighi e passioni[20], Gli eredi della terra
- Gianfranco Miranda ne Il club degli incompresi[21], ne Le ragazze del centralino[22]
- Flavio Aquilone ne Il commissario Torrente - Il braccio idiota della legge[23]

## Premi e nomination
| Anno | Premio                                            | Serie                                          | Categoria                                            | Risultato       |
| ---- | ------------------------------------------------- | ---------------------------------------------- | ---------------------------------------------------- | --------------- |
| 2009 | Monte-Carlo Television Festival Awards            | El internado                                   | Golden Nymph for Best Actor – Drama                  | Candidato/a     |
| 2009 | La FILA Festival of Short Films                   | Latex Puppen                                   | Miglior performance maschile                         | Vincitore/trice |
| 2010 | Association of Latin Entertainment Critics Awards | El internado                                   | Miglior nuovo attore                                 | Vincitore/trice |
| 2011 | Premio Fotogrammi d'argento                       | Grand Hotel - Intrighi e passioni (Gran Hotel) | Miglior attore televisivo                            | Vincitore/trice |
| 2011 | Monte-Carlo Television Festival Awards            | Grand Hotel - Intrighi e passioni (Gran Hotel) | Golden Nymph for Outstanding Actor in a Drama Series | Candidato/a     |
| 2012 | Premio Fotogrammi d'argento                       | Grand Hotel - Intrighi e passioni (Gran Hotel) | Miglior attore televisivo                            | Vincitore/trice |
| 2012 | Neox Fan Awards                                   | Grand Hotel - Intrighi e passioni (Gran Hotel) | Miglior attore di una serie televisiva               | Candidato/a     |
| 2012 | Neox Fan Awards                                   | Grand Hotel - Intrighi e passioni (Gran Hotel) | Miglior bacio dell'anno con Amaia Salamanca          | Vincitore/trice |
| 2013 | Neox Fan Awards                                   | Grand Hotel - Intrighi e passioni (Gran Hotel) | Miglior attore di una serie televisiva               | Candidato/a     |
| 2013 | Neox Fan Awards                                   | Grand Hotel - Intrighi e passioni (Gran Hotel) | Miglior bacio dell'anno con Amaia Salamanca          | Candidato/a     |